# Афанасьев, Михаил Денисович
Михаил Денисович Афанасьев (7 января 1923, с. Старая Покровка, Туркестанская АССР — 12 октября 1986, там же) — капитан Советской Армии, участник Великой Отечественной войны, Герой Советского Союза (1945).

## Биография
Родился 7 января 1923 года в селе Старая Покровка Токмакской волости Пишпекского уезда Джетысуйской области Туркестанской АССР (ныне — Чуйский район Чуйской области) в семье крестьянина.
В 1940 году переехал в город Фрунзе (ныне — Бишкек), где обучался в средней школе и в городском аэроклубе. По окончании курса обучения в аэроклубе в мае 1941 года Афанасьев был направлен на учёбу в военную авиационную школу пилотов в Чкалове (ныне — Оренбург). Окончил её в 1943 году.
С 20 августа 1943 года — на фронтах Великой Отечественной войны. Участвовал в боях на Южном, Северо-Кавказском, 4-м Украинском, 1-м, 2-м, 3-м Прибалтийском, Ленинградском фронтах. Летал на самолёте «Ил-2». К 1945 году старший лейтенант Михаил Афанасьев был командиром авиационного звена 807-го штурмового авиаполка 206-й штурмовой авиадивизии 3-й воздушной армии 1-го Прибалтийского фронта.
На 8 января 1945 года Афанасьев совершил 140 боевых вылетов на штурмовку укреплений, живой силы и техники немецких войск. На его боевом счету числилось 8 уничтоженных танков, 25 автомашин, 13 орудий, 2 потопленных транспорта, 1 самолёт, около 400 солдат и офицеров.
Указом Президиума Верховного Совета СССР от 18 августа 1945 года за «мужество и героизм, проявленные при нанесении штурмовых ударов по противнику» старший лейтенант Михаил Афанасьев был удостоен высокого звания Героя Советского Союза с вручением ордена Ленина и медали «Золотая Звезда» за номером 8855.
После окончания войны продолжил службу в Советской Армии. В 1948 году в звании капитана Афанасьев был уволен в запас. Вернулся в Киргизскую ССР, проживал в селе Чуй, где работал пилорамщиком. Умер 12 октября 1986 года.
Был также награждён двумя орденами Красного Знамени (13.10.1943; 23.02.1944), двумя орденами Отечественной войны 1-й степени (25.05.1944; 06.04.1985), рядом медалей.